# 石抹常山
石抹常山（？—1254年？），蒙古帝国将领，契丹族。青州防御使石抹高奴的儿子。
1229年，窝阔台汗即位，其父石抹高奴南征金朝在军中去世，石抹常山袭职为千户。1253年，蒙哥汗升任他为总管，领兴元（今陕西省汉中市）诸军奥鲁（蒙古语，老小营）屯田，并领宝鸡（今陕西省宝鸡市）驿军，权都总管万户，一年多后去世。其子石抹乞儿，石抹乞儿之子石抹狗狗。